# Шаров, Станислав Спартакович
Станислав Спартакович Шаров (род. 29 мая 1995, Гу́сев, Калининградская область) — российский профессиональный баскетболист, играющий на позиции центрового. Серебряный призёр летних Олимпийских игр 2020 года в Токио в составе российской баскетбольной команды 3х3.

## Биография
Родился в 1995 году в городе Гусеве. Первым баскетбольным тренером был Юрий Антонович Стролис. После окончания средней школы поступил в Балтийский федеральный университет имени Иммануила Канта. Во время обучения играл в студенческой лиге за университетскую команду «Балтийские рыцари», в 2017 году уроженец Гусева стал самым результативным игроком студенческой лиги ВТБ 2016/17.
После окончания университета переехал в Москву поступил в магистратуру Московской государственной академии физической культуры, и стал выступать за баскетбольную команду МГАФК, с которой выиграл Московские студенческие игры.
В время обучения в МГАФК перешёл в баскетбол 3х3, спортсмен быстро прогрессировал в новой дисциплине, и вскоре стал чемпионом мира U23, завоевал золото Европейских игр в Минске и вошёл в состав клуба «Гагарин» — базовой команды для национальной сборной по баскетболу 3х3.
На Олимпийских играх в Токио, баскетболисты сборной России дошли до финала, в котором 28 июля 2021 года уступили соперникам из Латвии и стали серебряными призёрами Игр.

## Награды
- Заслуженный мастер спорта России (30 июля 2021 года)[4].
- Медаль ордена «За заслуги перед Отечеством» I степени (11 августа 2021 года) — за большой вклад в развитие отечественного спорта, высокие спортивные достижения, волю к победе, стойкость и целеустремленность, проявленные на Играх XXXII Олимпиады 2020 года в городе Токио (Япония)[5].